# Federació Francesa de Rugbi XV
La Federació Francesa de Rugbi XV (FFR) (en francès: Fédération française de rugby à XV), fundada el 13 de maig de 1919, és l'organització que desenvolupa el rugbi a 15 a França. El nom de Federació Francesa de Rugbi es va adoptar aquest l'11 d'octubre de 1920, l'endemà de la victòria francesa de Colombes sobre els campions olímpics americans.
La Federació Francesa de Rugbi va ser declarada d'utilitat pública l'any 1922. No va ser fins a gairebé 58 anys més tard que la FFR va ser admesa a l'International Rugby Board, l'any 1978.